# 秋田県立能代高等学校
秋田県立能代高等学校（あきたけんりつのしろこうとうがっこう）は、秋田県能代市字高塙に所在する県立高等学校。

## 概要
硬式野球部、軟式野球部、体操部の活動が知られる。伝統行事として深夜0時にスタートし行程約40キロメートルを走る「十里強歩大会」がある。
愛称は「のしこう」または「のうこう」。

## 設置学科
- 全日制課程　
  - 普通科
  - 理数科
- 定時制課程

## 沿革
- 1924年12月23日　「秋田県立能代中学校」として設立認可
- 1926年
  - 5月6日　校旗を制定する
  - 9月16日　校歌を制定する
- 1930年10月30日　校訓を制定する
- 1933年　校章を制定する
- 1948年
  - 4月1日　学制改革により新制高等学校に転換、「秋田県立能代南高等学校」と改称
  - 6月1日　定時制課程附設、二ツ井、藤琴、八森、常盤に分校を設置する
  - 9月23日　校歌、校章を制定する
- 1951年4月1日　男女共学となる
- 1953年4月1日　「秋田県立能代高等学校」と改称
- 1964年4月1日　定時制課程二ツ井校が秋田県立二ツ井高等学校として独立する
- 2003年4月1日　理数科新設
- 2021年4月1日　秋田県立能代工業高等学校[1]に代わる能代山本地域の定時制担当校として定時制課程が復活。定時制課程の授業は、秋田県立能代高等学校二ツ井キャンパス（秋田県立二ツ井高等学校を統合し、当校の分校となる）で行われる[2]。

## 部活動
- 運動部
  - 硬式野球　軟式野球　ソフトテニス　サッカー　山岳　バスケットボール　バレーボール　卓球　柔道　剣道　体操　陸上競技　水泳　空手道　応援
- 文化部
  - 新聞　文芸　演劇　吹奏楽　写真　美術　放送　無線　科学　囲碁将棋　茶道　書道　弁論　同好会（JRC INC）

### 備考
- 硬式野球部は、夏の甲子園大会に計4度出場（1963年・1977年・1978年・1992年）し、計2勝している。特に1978年の第60回大会では、独特の投法で「東北の星飛雄馬」と呼ばれた高松直志投手を擁して、1回戦で当時の強豪箕島に0-1で惜敗した[3]。

## 交通アクセス
- 奥羽本線・五能線 東能代駅 徒歩約30分
- 秋田自動車道
  - 能代南IC 自動車で約11分
  - 能代東IC 自動車で約7分

## 著名な卒業生
- 簾内政雄（元プロ野球選手）
- 山田久志（元プロ野球選手）
- 大沢勉（元プロ野球選手）
- 高橋功一（元プロ野球選手）
- 村上鉄也（元プロ野球選手）
- 佐々木満（元総務庁長官）
- 高橋正太郎（元駐フィンランド特命全権大使）
- 小野喬（体操選手）
- 水木初彦（元神奈川新聞社社長）
- 菅原貞敬（バレーボール指導者）
- 鈴木裕美子（元自転車選手）
- 渡辺博栄（気象予報士）
- 宮城伸一郎（ミュージシャン）
- 松尾一彦（ミュージシャン）
- 梅田啓介（ミュージシャン）
- 幸坂理加（秋田放送元アナウンサー）